# 中國歷代政治得失

生活·讀書·新知三聯書店2012年版封面

《中國歷代政治得失》是中國史學家錢穆所撰寫的一本中國政治制度史著作，初稿成於1952年，改於1955年。錢穆認為，辛亥革命前後，由於革命宣傳之需要，一些人士把秦代以降的政治傳統用專制黑暗一筆抹殺，對中國傳統文化之誤解甚深；政治制度自根自生，須與人、事相配合；中國歷代政治既不封建，亦不專制，更不黑暗。

## 內容概要
該書是錢穆專題演講之合集，詳盡介紹以及對比漢代、唐代、宋代、明代及清代之歷史與政治（政府組織、考試監察、百官職權、兵役義務及財經賦稅）精要大義，點明了近現代國人對傳統文化和精神之種種誤解，是一部簡明的“中國政治制度史”。 

## 相關評介
- “國民”的歷史[3]

- “對歷史的一種溫情與敬意”[4]